# Jesse
Jesse  è un nome proprio di persona inglese e olandese maschile.

## Varianti
- Alterati: Jessie[1]
  - Diminutivi: Jess[1]

## Origine e diffusione
Deriva dal nome ebraico יִשַׁי (Yishay), che potrebbe significare "dono"; è quindi affine, dal punto di vista semantico, ai nomi Csaba, Gift, Darko, Doron e Shay. Altre fonti riportano invece "uomo" o "maschile", "virile", rendendolo quindi più simile per significato ad Andrea.
Il nome è presente nell'Antico Testamento dove è portato da Iesse, il padre di Davide. In inglese cominciò ad essere usato, come tanti altri nomi biblici, dopo la Riforma protestante. Va notato che entrambe le varianti sopra citate sono condivise con il nome femminile Jessica.
Il nome è popolare negli Stati Uniti, Irlanda e Olanda.

## Onomastico
Il nome è adespota, ovvero non è portato da alcun santo. L'onomastico si può festeggiare il 1º novembre, giorno di Ognissanti.

## Persone
- Jesse Carver, allenatore di calcio e calciatore inglese
- Jesse Eisenberg, attore, regista e sceneggiatore statunitense
- Jesse Harris, musicista e compositore statunitense
- Jesse Jackson, politico statunitense
- Jesse James, bandito statunitense
- Jesse Lacey, musicista statunitense
- Jesse Lasky, produttore cinematografico statunitense
- Jesse William Lazear, medico statunitense
- Jesse McCartney, cantautore e attore statunitense
- Jesse Metcalfe, attore statunitense
- Jesse Owens, atleta statunitense
- Jesse Plemons, attore statunitense
- Jesse Sergent, ciclista su strada e pistard neozelandese
- Jesse Spencer, attore australiano
- Jesse Ventura, politico, attore, conduttore televisivo e wrestler statunitense

### Variante Jess

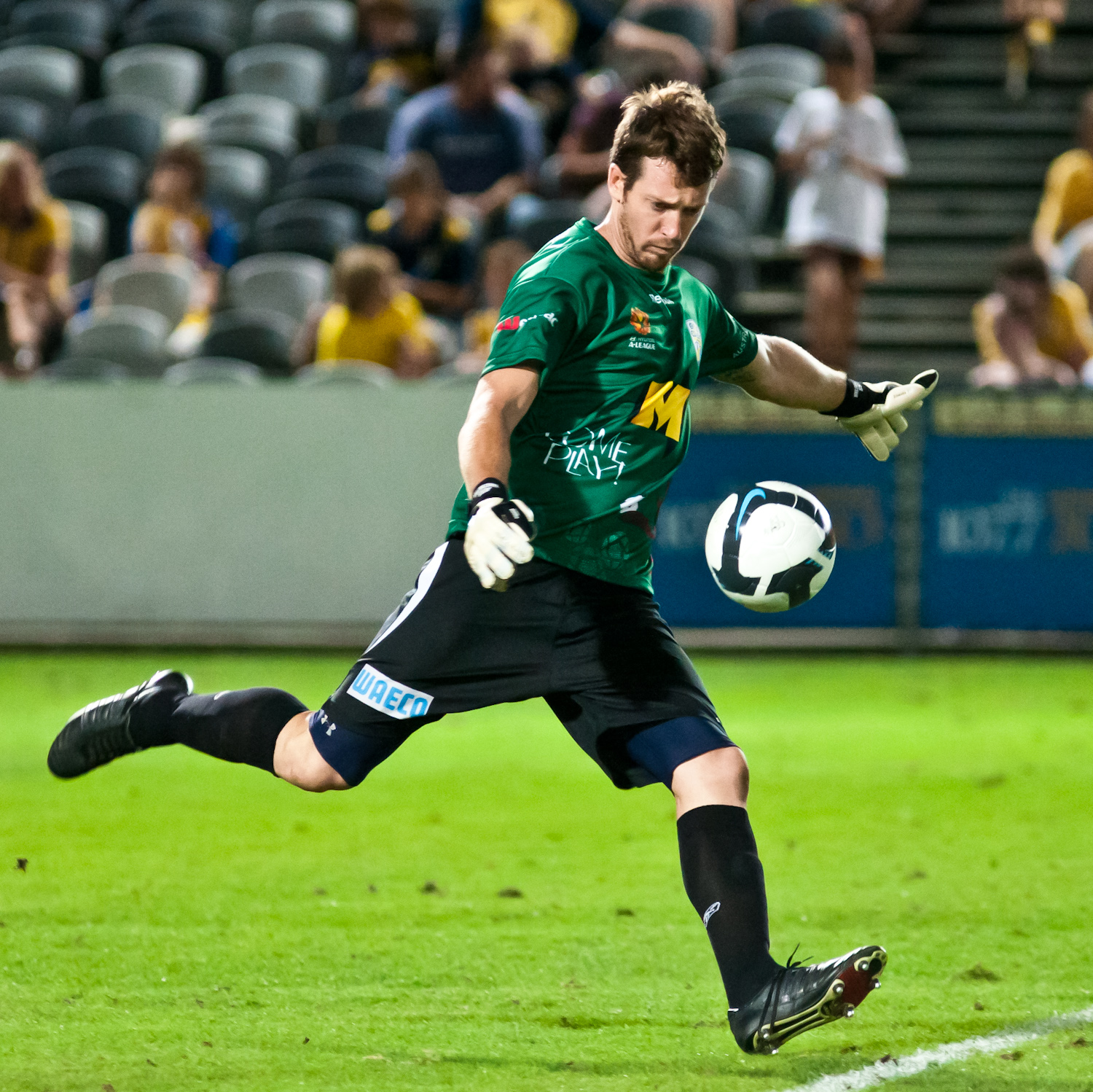
Jess Vanstrattan

- Jess Harnell, doppiatore e cantante statunitense
- Jess Hill, attore statunitense
- Jess Lapid, attore filippino
- Jess Vanstrattan, calciatore australiano
- Jess Walter, giornalista e scrittore statunitense
- Jess Willard, pugile statunitense

## Il nome nelle arti
- Jesse Andersen è un personaggio della serie manga e anime Yu-Gi-Oh! GX.
- Jesse Bilal è un personaggio della serie di romanzi La Ruota del Tempo, scritta da Robert Jordan.
- Jesse Chambers è un personaggio dei fumetti DC Comics.
- Jesse Custer è un personaggio della serie a fumetti Preacher.
- Jesse Duke è un personaggio della serie televisiva Hazzard.
- Jess Mariano è un personaggio della serie televisiva Una mamma per amica.
- Jesse McCree è un personaggio del videogioco Overwatch.
- Jesse Murphy è un personaggio della serie televisiva Heroes.
- Jesse Pinkman è un personaggio della serie televisiva Breaking Bad.
- Jesse Smith è un personaggio del film del 1972 Jesse & Lester - Due fratelli in un posto chiamato Trinità, diretto da Renzo Genta.
- Jesse Stone è un personaggio dei romanzi scritti da Robert Brown Parker.
- Jesse Vasquez è un personaggio della serie televisiva Beverly Hills 90210.
- Jesse è un personaggio della serie animata Solar Opposites.